# Chiropotes utahicki
Chiropotes utahicki is een zoogdier uit de familie van de sakiachtigen (Pitheciidae). De wetenschappelijke naam van de soort werd voor het eerst geldig gepubliceerd door Philip Hershkovitz in 1985.

## Voorkomen
De soort komt voor in Brazilië.